# 藤原信昌
藤原 信昌（ふじわら の のぶまさ）は、室町時代の武士。織田 信昌（おだ のぶまさ）ともいう。管領・斯波氏の被官で織田氏の祖と考えられている。藤原道意の孫あるいは曾孫。子に藤原将広、孫に尾張織田氏の初代守護代の織田常松がいる。
明徳4年（1393年）6月17日付の、劔神社に対する置文及び、同年7月付の「御管領左衛門守殿御感」などを箱に入れて納める際に記された添書に名前が記されている。
添書に『同年（明徳4年）葵酉七月○日　信昌七十八』とあり、これが信昌の年齢を記したものと指摘され、正和5年生まれとなる。